# H1N1
A형 인플루엔자 바이러스 H1N1 아형(의학: Influenza A virus subtype, H1N1) 또는 H1N1는 인플루엔자 A의 아형으로, 사람에게 발병하는 인플루엔자에서 가장 흔한 유형이다. 사람 이외에도 돼지나 새에도 감염·발병할 수 있다.

## 개요

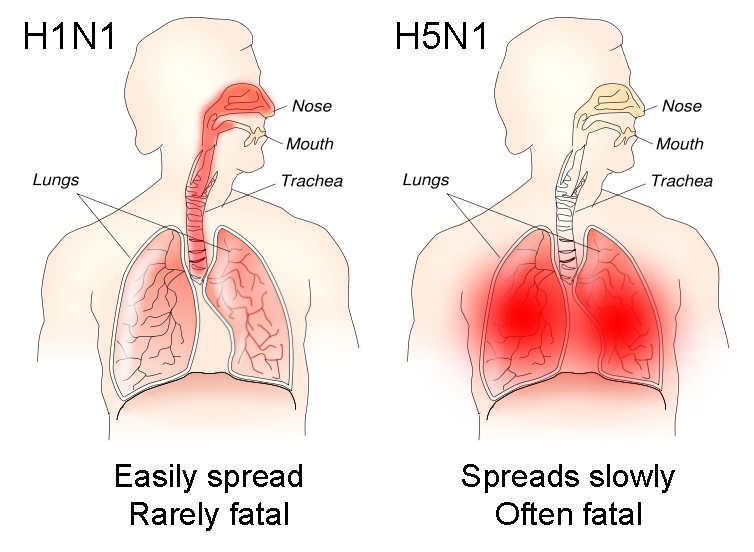
조류독감(H5N1)과의 차이

H1N1는 스페인 독감이라고 부르는 유행성 독감을 일으켰고, 1918년에서 1919년에 5000만명에서 1억명의 사망자를 기록했다. 2005년, H1N1의 게놈이 사이언스에 발표되었지만, 이 게놈 정보가 생화학 테러에 사용될 우려가 있다고 해서 논쟁이 일어났다. 사이언스지는 이 게놈의 바이러스가 1918년 스페인 독감을 일으켰으며, 현재의 것과 비교했을 때, 약 34,400개의 아미노산 중 25개에서 30개 정도만 변이되었다고 밝혔다. 저병원성의 H1N1은 현재 세계에 널리 분포되어 있으며, 2006년에는 인간에의 감염이 거의 반을 차지하고 있다.
2009년 3월부터 이 바이러스에 의해 연구실에서 확인된 사망자만 수백명인 인플루엔자 사태가 일어났다. 이 바이러스는 발생 초기 돼지 독감이라고 불리었으나 후에 돼지에 의해 감염되는 것이 아니라는 결론 하에 이름이 철폐되었고 한국 언론 및 정부에서는 신종 인플루엔자 A(약칭 신종 플루)라는 이름을 사용중이다. 같은 해 6월 11일, 세계보건기구가 H1N1 인플루엔자의 전염병 경보 수준을 대유행으로 격상했다. 대유행 선언은 1968년 이후 41년 만에 처음이다.

## 범유행

### 스페인 독감

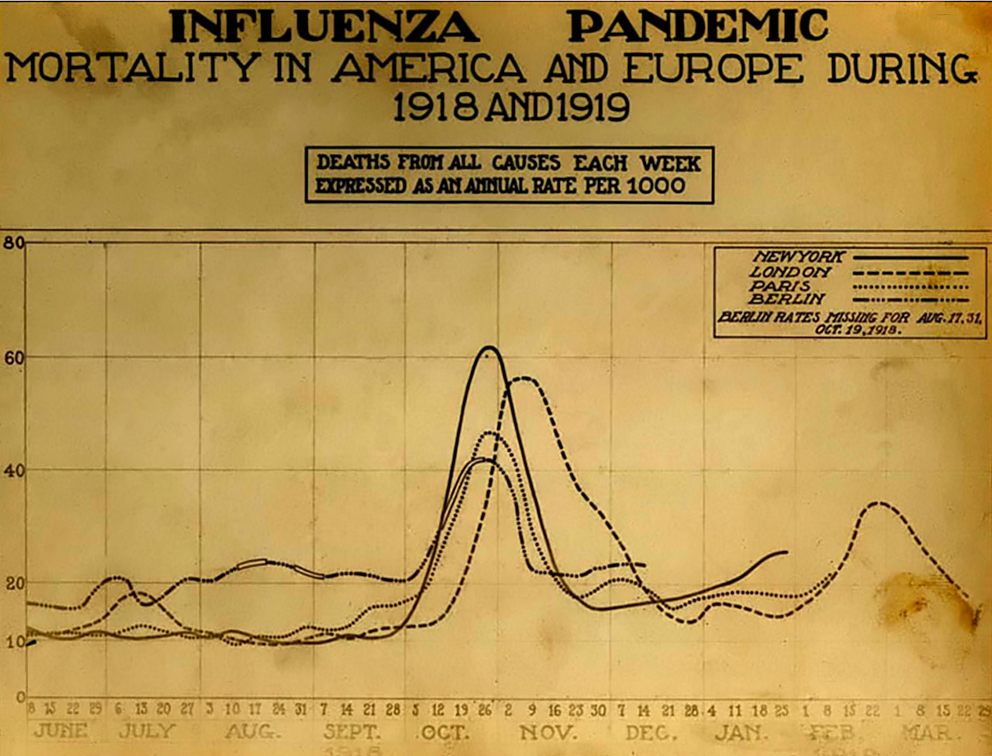
당시 미국과 유럽의 스페인 독감 사망자수

1918년 인플루엔자 범유행 혹은 스페인 독감은 인플루엔자의 일종이다. 제1차 세계대전 중인 1918년부터 1919년까지 유행하는 동안 5000만으로부터 1억명의 감염자가 사망했다. 다른 전염병, 전쟁, 자연 재해 등과 비교해도, 단기간에서 가장 많은 사망자를 발생시킨 사건이었다.
스페인 독감은 H1N1의 인플루엔자 바이러스에 의해 발생되었지만, H5N1이나 H5N2에 의해 야기되는 새로운 조류 인플루엔자와 유사성이 높은 것으로 보인다. H5N1과 같이 전신에 사이토카인 스톰을 야기하여, 치사율이 높았다고 여겨진다.
스페인 독감을 일으킨 바이러스는 폐 세포에 영향을 끼친다. 폐 조직으로 사이토카인을 과잉 분비하여 면역계를 자극한다. 이것때문에 백혈구가 폐로 이동하고, 폐 세포를 파괴해서 출혈이 동반하고 중과도에서 중도의 폐포염, 폐포부종을 야기하여 환자는 호흡 곤란에 빠진다. 이러한 사이토카인 스톰은 유아나 고령자보다, 건강해서 면역계가 정상인 청년의 환자에게 일어나기 쉽다.

### 2009년 인플루엔자 범유행

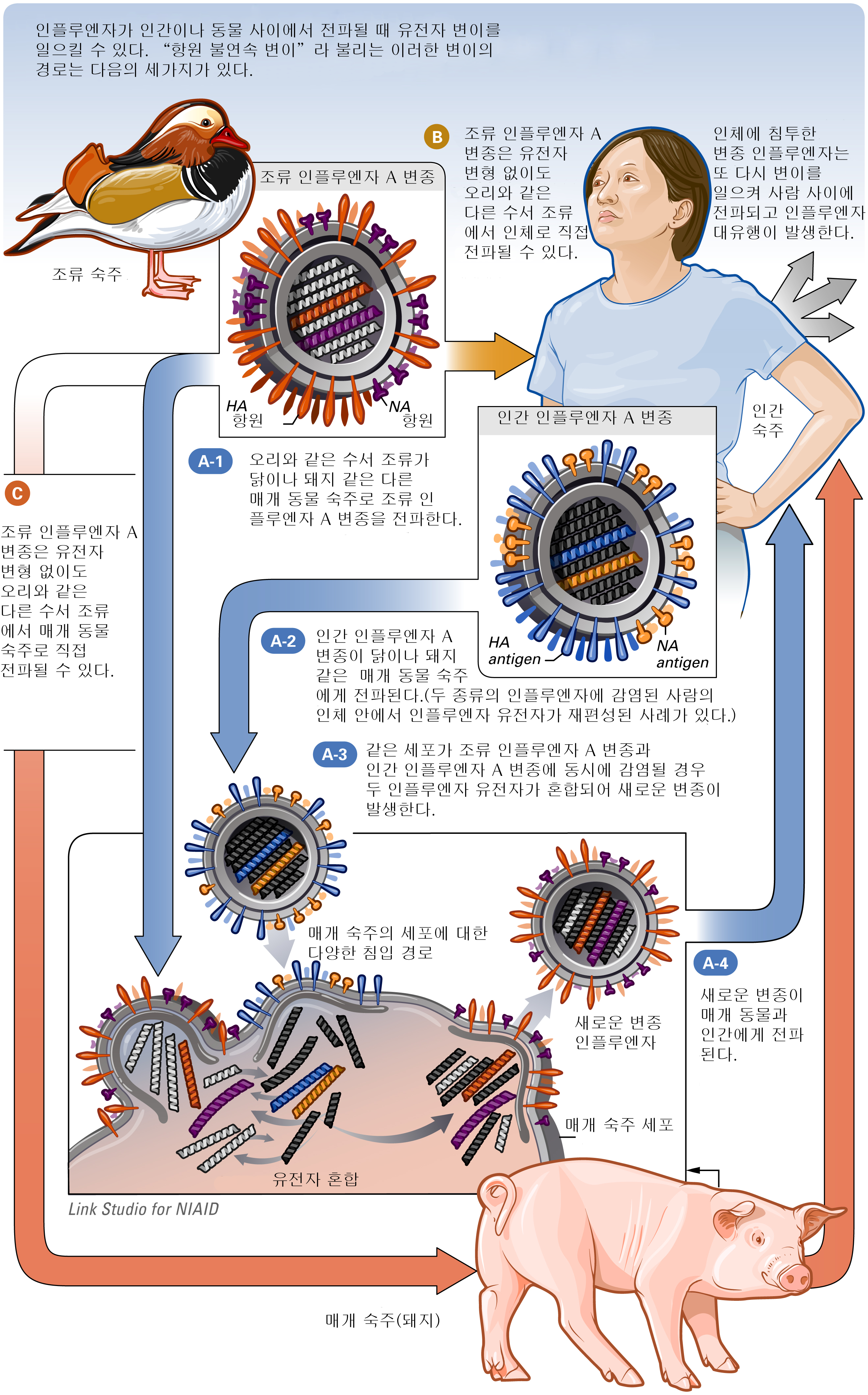
H1N1 감염경로

2009년 인플루엔자 범유행의 확산에 따라 감염된 미국인 환자에서 4 종의 독립적인 변종 바이러스가 확인되었다. 북아메리카 멕시코 인플루엔자, 북아메리카 조류 인플루엔자, 인간 인플루엔자, 돼지 인플루엔자가 그것이다. 유럽과 아시아에서는 잡종개에게서도 변종 바이러스가 발견되었다. 신종 인플루엔자의 발현은 인간 인플루엔자와 돼지 인플루엔자 사이의 유전자 재배열에 의한 것으로 새로운 인플루엔자 4 종 모두 H1N1의 아형이다.
2009년 H1N1 인플루엔자의 유전자 특성 가운데 적혈구 응집 인자(HA)는 미국에서 1999년에 돼지 인플루엔자로부터 분리해낸 것과 동일하다. 그러나 뉴라미다아제 응집 인자(NA)와 기질 단백질 응집인자(M)은 현재 유럽에서 조류 인플루엔자로부터 분리한 것과 유사하다. 돼지 인플루엔자, 조류 인플루엔자, 인간 인플루엔자에 있던 여섯 종의 유전자가 아메리카 돼지 인플루엔자에서 섞인 것이다. 이러한 유전자 혼합은 돼지에서 인간으로 전염되기 전까지 발견되지 않았다. 이러한 전파경로는 이전의 미국내 돼지 사이의 인플루엔자 전염에 비추어 볼 때 이례적인 것이다.
2009년 6월 11일 세계보건기구는 H1N1의 경보단계를 대유행을 의미하는 6단계로 선언하였다. 세계보건기구의 인플루엔자 대유행에 대한 선언은 1968년 이후 41년 만의 일이다.

## 유행병

### 소련 독감
소련 독감은 1977년부터 1989년에 걸쳐서 소련에서 유행한 A/USSR/90/77(H1N1)에 의해 발생했던 인플루엔자의 유행병(에피데믹, 국지유행)이다. 이미 유사한 인플루엔자가 1947년부터 1957년까지 유행했기 때문에, 면역을 가지지 않는 23세미만의 청소년이나 청년에게 주로 감염되었다. 팬데믹이라고 불리기도 했지만, 주로 청년만 감염되었기 때문에 엄밀하게 말하자면 팬데믹은 아니다. 1978년부터 1979년에 제조된 백신에는 이 바이러스가 들어가있으며, 그래서 H1N1을 소련A형 독감, 또는 소련B형 독감이라고 부르기도 한다.

## 같이 보기
- 2009년 인플루엔자 범유행
- H5N1
- 핸드 새니타이저
- 손씻기
- G4 EA H1N1